# ○○せよ!! 戦国学園生徒会
『○○せよ!! 戦国学園生徒会』（まるまるせよ せんごくがくえんせいとかい）は、椎名歩未による日本の漫画作品。スクウェア・エニックスのウェブコミック配信サイト『ガンガンONLINE』にて、2010年3月18日更新分から奇数月第3週更新で2011年5月19日まで連載された。

## 登場人物
石田 三成（いしだ みつなり）
二年生。先代生徒会長の信長、秀吉が作り上げてきた学園を守るため生徒会長に立候補する。
大谷 吉継（おおたに よしつぐ）
三成の側近。
徳川 家康（とくがわ いえやす）
生徒会長代理。正式に生徒会長になるため生徒会長に立候補する。
お市（おいち）
先代生徒会長信長の妹。
加藤 清正（かとう きよまさ）

福島 正則（ふくしま まさのり）

本田 正信（ほんだ まさのぶ）

## 単行本
1. 2011年7月22日 ISBN 978-4-7575-3289-2